# Strijker (vuurwerk)
De strijker is een type vuurwerk dat tot ontsteking kan worden gebracht door het aan te strijken. Daarvoor wordt een strijkkop gebruikt, meestal gemaakt van fosfor maar soms ook van zwavel. Een strijker met een strijkkop van fosfor kan zelfs onder water branden, zolang het kruit maar droog blijft. Strijkers met een strijkkop van zwavel doven wel in water. Deze zijn van vergelijkbaar materiaal gemaakt als een luciferkop. Een strijker wordt tot ontsteking gebracht door het kopje langs een luciferdoos of bijgeleverd strijkplankje te halen, waardoor het kopje vlam vat. Hierdoor gaat het vertragingssas of de interne lont branden, wat vervolgens de effectlading af laat gaan. Het effect is bijna altijd een knal, maar dat hoeft niet per se. Het is ook mogelijk de strijkkop aan te steken met een aansteker of lucifer. Dit kan gedaan worden uit praktische overwegingen, omdat hierdoor wordt uitgesloten dat de kop breekt bij het strijken langs het doosje.

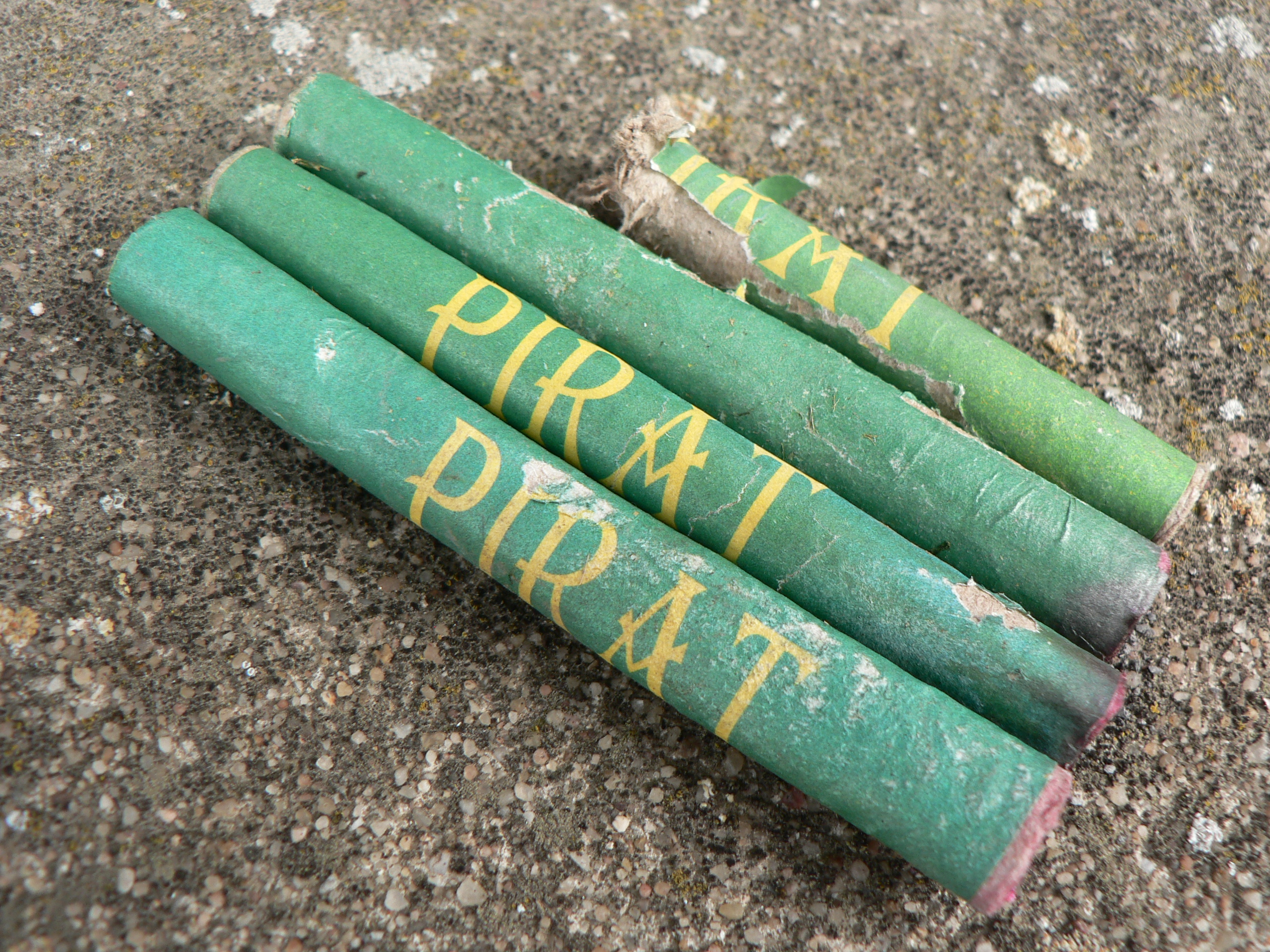
Groene strijkers (Pirat)

## Soorten
Er zijn allerlei soorten strijkers en allerlei manieren om ze te sorteren. Van klein naar groot zijn er als eerste de ministrijkers van het formaat k0200. Deze knallen normaal ongeveer zo hard als een kanonslag. Het formaat k0202 is minder gangbaar maar bestaat wel. Het populairst zijn zonder meer de pirats, formaat k0203. Deze knallen een stuk feller dan een kanonslag en zijn meestal toch nog goed betaalbaar in grote hoeveelheden. Er zijn heel goede kwaliteit k0203 strijkers zoals de Weco Corsair. Die knallen een stuk harder dan de gewone pirats, en zijn dan ook duurder. Verder zijn er nog de widowmakers, formaat k0204, en allerlei varianten van de zogenoemde achtungs en panzerfausten, met formaten tot wel k021u.

## Wetgeving omtrent veiligheid
In de meeste Europese landen zijn strijkers toegestaan, onder andere in België en Duitsland. In Nederland zijn strijkers niet toegestaan. Doordat vanaf de buitenkant niet te zien is hoeveel vertragingssas in de strijker aanwezig is, is de tijd die het duurt voordat de strijker knalt moeilijk voorspelbaar. Bij vuurwerk met lont, ter vergelijking, is het wel mogelijk om de vertragingstijd in te schatten, namelijk aan de hand van de lengte van het lont. Daarom worden strijkers als onveilig bestempeld door de Nederlandse wetgever. Ook zouden, omdat strijkers aangestreken moeten worden, bij het weggooien omstanders geraakt kunnen worden.
Strijkers uit het buitenland zijn vaak om nog meer redenen verboden in Nederland. Er zit bijvoorbeeld flash in, wat in Nederland niet is toegestaan in knalvuurwerk, of de knal is harder dan toegestaan. De Nederlandse overheid en de stichting SIRE voeren daarom campagne tegen de strijker. Vanwege de harde knal en de hardere ontploffingskracht, die sommige strijkers hebben, zijn strijkers in Nederland, hoewel ze verboden zijn, populair vuurwerk.

## Ongelukken
Het is in het verleden weleens voorgekomen dat strijkers door een productiefout sneller afgingen dan de bedoeling is. De Duitse Böller A zijn hier erg berucht om geworden. Ook in België waren er vroeger weleens onbetrouwbare strijkers in de handel. Hoewel er theoretisch nog kans is op productiefouten, is tegenwoordig de kwaliteit verbeterd en zijn zware strijkers ook in België en Duitsland niet meer toegestaan. Strijkers van Duitse makelij (Weco/Nico) voldoen aan de Duitse veiligheidsrichtlijnen die over het algemeen strenger zijn dan de Nederlandse. De kans is vrijwel uitgesloten dat ze in de hand ontploffen als ze op tijd worden weggegooid. Veel strijkers hebben tegenwoordig in plaats van een vertragingssas, een interne lont, wat betrouwbaarder is. Al blijft het natuurlijk wel zo dat je met een extern (van buitenaf zichtbaar) lont alsnog beter kunt inschatten wanneer iets afgaat. Strijkers die in China zijn gemaakt zijn meestal van mindere kwaliteit en daardoor iets onbetrouwbaarder, maar de kans dat ze heel snel afgaan is ook erg klein.